# Kaszaper
Kaszaper là một thị trấn thuộc hạt Békés, Hungary. Thị trấn này có diện tích 33,57 km², dân số năm 2010 là 1948 người, mật độ 58 người/km².